# オッド・トーマス 死神と奇妙な救世主
『オッド・トーマス 死神と奇妙な救世主』（Odd Thomas）は、2013年のアメリカのミステリースリラー映画。原作は、ディーン・クーンツのオッド・トーマス第一作である『オッド・トーマスの霊感』。

## あらすじ
オッド・トーマスは田舎町ピコムンドに住む20歳の青年。彼は死者の魂（幽霊）が見える特殊能力を活かし、度々、未解決殺人事件の被害者幽霊の通報を受けて犯人を特定しては警察に引き渡していた。幽霊以外にも、凄惨な殺人事件を予知して群がる怪物『ボダッハ』を見る事もでき、オッドがそんな能力を持っている事を知っているのは、警察署長のワイアット、運命の恋人ストーミーを含むごく少数の人間だけだった。
ある日ボダッハの大群を見たオッドは、その数があまりにも多いため、近日中に大量殺人が起きると確信。ボダッハが群がるキノコ男ことボブが怪しいと目を付け、ボブの家に忍び込んだが決定的な証拠は見つからず、ワイアット署長にボブの身辺調査と警戒を依頼。しかし逆に教会にいる所をボブに襲われ、間一髪で逃げ出す。そんな中、友人のリゼットがボブの犬に襲われて殺されてしまう。更に署長が何者かに撃たれて入院。
自宅に戻ったオッドはボブの死体を発見、教会でオッドを襲いに来たボブはすでに幽霊だった事を知ったと同時に、誰かが自分に殺人の罪を着せようとしていると気づく。オッドはボブの死体を隠したが、その死体に悪魔崇拝者の印「POD（プリンス・オブ・ダークネス）」を見つける。同様のタトゥーがヴァーナー巡査にもあったことから、ヴァーナー巡査も犯人一味だと悟る。
オッドはヴァーナー巡査のパトカーがストーミーの働くショッピングモールに止まっていることを発見してモールに乗り込むと、ロビーを覆い尽くすほどの大量のボダッハが蠢いており、ここが大量殺人の現場となる場所だと確信。まずは警備室を占拠していた覆面犯をバットで倒し、その覆面を剥ぐとエクルズ巡査だった。彼もまた大量殺人犯の仲間で、署長を襲ったのも彼だったのだ。オッドはエクルズの銃を奪い、ロビーでマシンガンを乱射し始めたもう一人の覆面犯を辛くも倒し、ストーミーの無事な姿を確認する。全てが終わったと思ったとき、リゼットの幽霊が駆け込んで来た。慌てて男の覆面をはがすと、その男はヴァーナーではなく、リゼットが死んだ時に現場で犬を撃ち殺したゴスだった。リゼットの幽霊に導かれて、オッドは大量の時限爆弾が積まれたトラックを発見。ボダッハに取りつかれたヴァーナーの銃撃を受けながらもトラックを移動させると、トラックは無人の空き地でヴァーナーもろとも爆発、オッドは無事に600人以上の命を救ったのだった。
病院で目覚めたオッドはストーミーに寄り添われながら回復して退院。署長が用意した家で、ストーミーと二人きりの穏やかな時間を過ごす。数日後、所長が訪れ「ストーミーの遺体が戻ってきた」と告げる。ストーミーはモールの銃乱射で死んでおり、オッドはその事実に気づきながらも現実から逃避し、ストーミーの幽霊と過ごしていたのだ。オッドはついに現実を受け入れ、ストーミーの幽霊はオッドに別れを告げて成仏していった。オッドは、自分が長生きするのを踏まえた上で寿命が尽きてストーミーに会える日まで、自らの使命＝幽霊が見える能力を駆使して犯罪者をとらえる、と続けることを改めて誓うのだった。

## 登場人物

### 主要人物
オッド・トーマス
演 - アントン・イェルチン
本作の主人公。20歳。死者の魂（幽霊）を見ることができる能力を持つ。その能力のせいで、周りからは変人呼ばわりされている。また、電的磁力と呼ばれる能力や犯罪者に対抗できる程の護身術も身につけている。
普段は「ビコムンド・グリル」のコックとして働いている。ただし、ストーミーとの結婚を現実的に考えると経済状況を改善するために靴屋に転職しようと考えている。
同じ能力を持つ母親（演 - レオノア・ヴァレラ）は息子の名前をトッドにするつもりだったが、出生証明書の誤りと父親の意向により名前はオッドになった。母親はオッドが12歳の時に施設に入れられている。
ストーミー・ルウェリン
演 - アディソン・ティムリン
本作のヒロインで、オッドの彼女。20歳。オッドとは幼少期、占いゲーム機で『2人は生涯を共にする運命』という結果が出てから付き合っている。
普段は「グリーンムーン・モール」内のアイスクリーム店「バーク＆ベイリーズ」で店長として勤めている。

### ピコムンド警察
ワイアット・ポーター
演 - ウィレム・デフォー
警察署長であり、オッドの良き理解者で、オッドの能力を知っており全幅の信頼をし合っている。
サイモン・ヴァーナー
演 - ニコ・トルトレッラ
巡査。オッドのことを不審に思っている。右腕にPODという文字のタトゥーが入っている。
バーン・エクルズ
演 - カイル・マッキバー
新任の巡査。

### その他の住人
ヴァイオラ・ピーボディ
演 - ググ・バサ＝ロー
「ビコムンド・グリル」のホールスタッフ。母親は18歳の時に他界しており、ニコリーナ、リヴァーナという幼い妹2人を育てている。
カーラ・ポーター
演 - ローレル・ハリス
ワイアット署長の妻。チョコ好き。夫との仲はかなり良い。
ボブ・ロバートソン
演 - シュラー・ヘンズリー
帽子を被ったような変わった髪型をした大男。その髪型からオッドらからはキノコ男と呼ばれている。無口で、劇中で一言も台詞を話さない。
5か月前にビコムンドへ来て、母親は昨年亡くなっている。犯罪歴は皆無。
オジー・ブーン
演 - パットン・オズワルト
オッドの知人で巨漢。手先が器用。
リゼット・スピネリ
演 - メリッサ・オードウェイ
オッドの知り合いの美女。署長夫妻はエクルズとカップルにしようとしている。ハーロともデートした経験がある。
ケヴィン・ゴス
演 - モース・ビックネル
拳銃を所有している教師。
トム・ジェッド
演 - アーノルド・ヴォスルー
タイヤ専門店「タイヤワールド」を何年もうろついている霊。元はリトルリーグのコーチだったが、交通事故で死亡している。オッドの前に現れては好かれようと笑いを取ろうとする。
ハーロ・ランダーソン
演 - マシュー・ペイジ
車好きの男。ペニー・カリスト（演 - アシュリー・ソマーズ）を殺害し隠蔽していた。しかし、ペニーの霊に導かれたオッドに殺害を露呈され逃亡を図るも逮捕される。
ペニーはハーロの逮捕を見届けた後、オッドに感謝のキスをして成仏した。

## キャスト
| 役名                     | 俳優                   | 日本語吹替   |
| ------------------------ | ---------------------- | ------------ |
| オッド・トーマス         | アントン・イェルチン   | 柳田淳一     |
| ストーミー・ルウェリン   | アディソン・ティムリン | 門田幸子     |
| ワイアット・ポーター署長 | ウィレム・デフォー     | 星野充昭     |
| ヴァイオラ・ピーボディ   | ググ・バサ＝ロー       | まつだ志緒理 |
| カーラ・ポーター         | ローレル・ハリス       | 吉田麻実     |
| サイモン・ヴァーナー巡査 | ニコ・トルトレッラ     | 浅井慶一郎   |
| バーン・エクルズ巡査     | カイル・マッキバー     | 内田雄馬     |
| ボブ・ロバートソン       | シュラー・ヘンズリー   | なし         |
| オジー・ブーン           | パットン・オズワルト   | 各務立基     |
| リゼット・スピネリ       | メリッサ・オードウェイ | 鳴海杏子     |
| ケヴィン・ゴス           | モース・ビックネル     | 山本格       |
| トム・ジェッド           | アーノルド・ヴォスルー | 山本格       |
| オッドの母               | レオノア・ヴァレラ     | 亀中理恵子   |
| ネル                     | ネル・マーフィー       | 鳴海杏子     |

- その他の声の出演：河合紗希子

## 映像ソフト化
2014年3月19日に東宝からDVDをリリース。

## 作品の評価
映画批評集積サイトのRotten Tomatoesには48件のレビューがあり、批評家支持率は38%、平均点は10点満点中5.20点、観客支持率は65%となっている。また、Metacriticには11件の評論があり、高評価は1件、賛否混在は8件、低評価は2件、平均点は100点満点中45点となっており、ユーザー支持率は10点満点中7.5点となっている。